# 毛叶弯刺蔷薇
毛叶弯刺蔷薇（学名：Rosa beggeriana var. lioui）为蔷薇科蔷薇属下的一个变种。

## 扩展阅读
- 維基物種上的相關：毛叶弯刺蔷薇